# 윌타어
윌타어 또는 오로크어는 사할린섬의 윌타족이 사용하는 퉁구스어족의 언어이다. 러시아에선 사할린주에 있는 포로나이스키군과 노글릭스키군에 분포한다. 일본 홋카이도에도 소수의 윌타어 사용자가 있으나 그 수는 알려지지 않았다. 2002년 조사내용에 따르면 러시아에는 346명의 윌타족이 살았으며 그 중 64명이 윌타어를 구사했다. 현재 이 언어는 화자 수가 감소해 소멸 위기에 처해 있다.
윌타어는 2개의 방언인 북부방언(동사할린쪽)과 남부방언(포로나이스키 군)이 있는데, 홋카이도의 윌타어는 남부 방언에 속해 있다.
윌타어는 구세대 사람들 사이에 생활 속에서 구어적 커뮤니케이션의 수단으로 쓰이며, 구두상 민족 창작 및 예술 활동의 언어로도 쓰인다. 윌타족의 제2언어는 러시아어와 일본어이다. 문자는 존재하지 않는다.

## 역사
- 막부 말기경 - 남부의 윌타족의 언어에 대한 일본 최초의 기록
- 1917년 - 최초 문법서 '오롯코 문전' (나카노메 아키라) 간행. 당시 언어 사용자수는 300~400명.
- 1989년 - 윌타족 총인구 190명. 모국어로 사용하는 사람들은 85명.
- 1993년 - 사할린주 북방민족국장으로부터 홋카이도 대학 명예교수 이케가미 지로에게 서기법의 제정 협력 의뢰.
- 1994년 - 윌타어 서기법 제정 프로젝트를 러시아 연방 아카데미가 승인. 이케가미의 협력으로 사할린 주는 교재의 개발에 착수한다.
- 2003년 - 윌타어, 러시아어 - 러시아어, 윌타어 사전 간행

## 음운
|        |            | 양순음 | 치음 | 치경음 | 권설음 | 후치경음 | 연구개음 |
| ------ | ---------- | ------ | ---- | ------ | ------ | -------- | -------- |
| 비음   | 비음       | m      |      | n      |        | ɲ        | ŋ        |
| 파열음 | 안울림소리 | p      | t̪    |        | ʈ      | tʃ       | k        |
| 파열음 | 울림소리   | b      | d̪    |        | ɖ      | dʒ       | ɡ        |
| 마찰음 | 마찰음     |        |      | s      |        |          | x        |
| 탄음   | 탄음       |        |      | ɾ      |        |          |          |
| 접근음 | 접근음     |        |      | l      |        | j        | w        |

|          | 전설 모음 | 중설 모음 | 후설 모음 |
| -------- | --------- | --------- | --------- |
| 고모음   | i         |           | u         |
| 중고모음 |           | ɵ ~ o     | ɵ ~ o     |
| 중저모음 | ɛ         | ə         | ɔ         |
| 저모음   |           | a         |           |

## 문법
일본어와 마찬가지로 '~의'에 해당하는 조사가 2종류가 있다.

## 같이 보기
- 사할린섬

## 참조
- К.А. Новикова, Л. И. Сем. Орокский язык // Языки мира: Тунгусо-маньчжурские языки. М., 1997.